# RS-82/RS-132
RS-82 i RS-132 (RS – ros. Реактивный Снаряд, trans. reaktiwnyj snariad; pocisk rakietowy) – niekierowane pociski rakietowe klasy powietrze-ziemia, używane na dużą skalę przez lotnictwo radzieckie w czasie II wojny światowej. Wersje tych pocisków z większymi głowicami wystrzeliwano ze sławnych katiusz.

## Historia
Pociski były opracowywane przez zespół pod kierownictwem Gieorgija Langemaka już od lat 1920. W latach 1927–1933 w Laboratorium Gazodynamicznym (GOL) skonstruowano i poddano badaniom dziewięć typów różnego rodzaju rakiet. Od 1934 r. prace były kontynuowane w Rakietowym Instytucie Naukowo-Badawczym (RNU). W 1935 r. odpalono pierwsze pociski z samolotów 1-15, próby te zakończyły się sukcesem. W kolejnych latach pociski testowano na innych modelach samolotów, zmodyfikowano również wyrzutnię montowaną pod płatem samolotu. 
Pod koniec dekady skonstruowany został prototyp RS-82. Kaliber pocisku był efektem użycia jako paliwa standardowej laski prochu bezdymnego o średnicy 24 mm (średnica 3 lasek i grubość ściany silnika dawały łącznie 82 mm). Początkowo wykorzystywano stabilizatory pierścieniowe, o średnicy równej kalibrowi pocisku, ale nie spełniały one swego zadania. Po próbach polowych i w tunelach aerodynamicznych użyto stateczników o rozpiętości 200 mm dla mniejszego RS-82 i 300 mm dla większego RS-132; dawały one optymalną celność i zasięg, bez nadmiernego zwiększania masy pocisku.
Celność rakiet RS-82 i RS-132 pozostała słaba; w próbach, przy strzelaniu z odległości 500 m, uzyskano jedynie 1,1% trafień w cel punktowy, a 3,7% – w grupowy. W warunkach bojowych, w chaosie pola bitwy celność była jeszcze niższa. Z tego powodu pociski zasadniczo nie nadawały się do niszczenia celów opancerzonych. Słaba głowica wymagała bezpośredniego trafienia, by zniszczyć czołg lekki, bliskie trafienia nie powodowały szkód. Silniejszy RS-132 był w stanie uszkodzić czołg średni uderzając tuż koło niego; kumulacyjna głowica RBS mogła przebić 110 mm pancerza, ale tylko przy idealnym trafieniu pod kątem 90°, co było praktycznie nieosiągalne. Rakiety te najlepiej sprawdzały się w masowym użyciu przeciw celom lekko- lub nieopancerzonym.
RS-82 pierwotnie, od 1932, służyły jako pociski powietrze-powietrze na myśliwcach I-15, montowane na wyrzutniach szynowych. Tak uzbrojone samoloty odniosły pewne sukcesy w starciu nad Chałchin-Goł, ale zbyt duży opór czołowy wyrzutni powodował poważne obniżenie szybkości samolotu.
Oficjalnie na wyposażenie lotnictwa radzieckiego przyjęto pociski w 1940. W tym roku wyprodukowano już 125 tys. RS-82 i prawie 32 tys. RS-132. W 1942 wprowadzono nowe wyrzutnie o mniejszym oporze aerodynamicznym. Pociski wykorzystywano na wielu maszynach, jak I-153, I-15, I-16, ŁaGG-3, ale najbardziej znanym samolotem przenoszącym zazwyczaj 8 rakiet był Ił-2.
Na podstawie tych rakiet opracowano pociski M8 (z głowicą zawierającą 0,64 kg materiałów wybuchowych zamiast 0,36 kg) i M-13 (4,9 kg zamiast 0,9 kg). Wystrzeliwano je z naziemnych wyrzutni BM-13, BM-8 i BM-31, ale pociski M-13 wtórnie przystosowano do strzelań powietrznych.
Pociski RS-82 i 132 zostały zastąpione przez pociski TRS-82 (S2) i TRS-132 (S3) z początkiem lat 1950.